# Stazione di Mörschwil
La stazione di Mörschwil (in tedesco Bahnhof Mörschwil) è una stazione ferroviaria nel comune svizzero omonimo sulla linea Rorschach-San Gallo.

## Storia
La stazione fu attivata il 25 ottobre 1856, in occasione dell'apertura della ferrovia Rorschach-San Gallo.

## Strutture e impianti
La stazione dispone di due binari dotati di marciapiede per il servizio passeggeri. La stazione è dotata di un fabbricato viaggiatori e di una pensilina.

## Movimento
La stazione è servita da treni a cadenza semioraria sulla relazione San Gallo - Altstätten SG e a cadenza oraria verso Rapperswil, Sargans e Nesslau-Neu St. Johann (linee S2 e S4 della rete celere di San Gallo).

## Servizi
Nella stazione sono presenti:
- Biglietteria
- Deposito bagagli automatico

Sono inoltre presenti parcheggi di interscambio per automobili e biciclette.